# Contes de Tòquio
Contes de Tòquio (japonès: 東京物語, Tokyo monogatari) és una pel·lícula japonesa, dirigida per Yasujirō Ozu l'any 1953. Es tracta d'un drama que explica com una parella de jubilats viatgen a Tòquio per a visitar els seus fills, però aquests estan tan ocupats pels problemes quotidians que gairebé no tenen temps d'ocupar-se dels seus pares. Ozu denúncia amb aquesta història l'inici de la desintegració del sistema familiar tradicional japonès.
Es tracta d'una de les cintes que apareixen més sovint a les llistes de les "deu millors de la història", i de la més cèlebre de l'autor en l'àmbit internacional. Ha estat subtitulada al català.

## Argument
Una parella de jubilats, Shukichi Hirayama (Chishū Ryū) i la seva dona Tomi (Chieko Higashiyama), que viuen a la petita ciutat costanera de Onomichi, al sud-oest del Japó, emprenen un viatge per retre visita als seus fills. Només la filla més jove viu amb ells: Kyoko (Kyōko Kagawa), una mestra d'escola, que no està encara casada. Els altres fills viuen a Osaka o a Tòquio.
Són en principi ben acollits a Tòquio, però la seva presència esdevé una molèstia en la vida diària dels seus fills. El seu fill gran, Koichi (So Yamamura) és pediatre, casat amb Fumiko (Kuniko Miyake); tenen dos nois. La seva filla gran, Shige (Haruko Sugimura) té un saló de perruqueria. Imaginaven els seus fills amb un estatus social més important. Els fills s'estimarien més passar més temps amb ells, però tenen el seu treball i els seus propis fills, i els tenen una mica abandonats. Només Noriko (Setsuko Hara), la seva nora, vídua de Shoji mort a la guerra, fa verdaders esforços per consagrar-li temps, i els porta així a fer una visita guiada en bus al voltant de Tòquio.
Koichi i Shige els ofereixen una estada a la ciutat balneària de Atami, agradable per moments, però el soroll ocasionat de nit pels altres clients de l'hotel els empeny a tornar més d'hora del previst. Els fills no estan disposats a acollir-los: Shukichi anirà a casa d'un amic, mentre que Tomi dormirà a la de Noriko. El vespre, Shukichi surt a beure amb el seu amic, i la policia el porta borratxo a casa de Shige. Tomi convida Noriko a tornar-se a casar, perquè Shoji ha mort fa més de vuit anys. L'endemà, els pares decideixen tornar.
S'aturen a Osaka a veure el seu fill petit Keizo (Shirō Ōsaka), però durant el llarg trajecte en tren Tomi cau malalta. En la seva estada a Osaka, parlen de la seva vida, amb una barreja d'amargor i de resignació. L'estat de Tomi empitjora bruscament quan arriben a Onomichi. Koichi, Shige i Noriko s'apressen en anar-hi, i Tomi mor poc després de la seva arribada. Només Kyoko i Noriko experimenten una autèntica tristesa. Keizo arriba més tard.
Després de la cerimònia fúnebre, Koichi, Shige i Keizo decideixen marxar immediatament, perquè el seu treball els espera. Només es queda Noriko per fer companyia a Shukichi. Després de la seva marxa, Kyoko declara a Noriko que el seu germà i la seva germana són egoistes i sense cor, mentre que Noriko explica que cadascun té la seva pròpia vida a gestionar, i que les separacions entre pares i fills són inevitables, fins i tot per ella. Després que Kyoko ha marxat cap a l'escola, Noriko anuncia a Shukichi que també ha de marxar. Shukichi observa que és la seva nora que no té cap lligam de sang amb ells, qui els ha rebut millor durant la seva visita a Tòquio. Li ofereix el rellotge de Tomi com a record, i també la convida a tornar-se a casar. Noriko marxa, deixant Kyoko i Shukichi.

## Importància a la història del cinema
La revista Sight and Sound publica cada deu anys un sondeig dels millors films mundials, segons els directors i els critiques, i Viatge a Tòquio hi figura regularment com un dels deu films més grans de la història del cinema (3r l'any 1992, 5è l'any 2002, 3r l'any 2012). John Walker, el director de la publicació de la sèrie Halliwell's Film Guies, posa Viatge a Tòquio en primer lloc en la seva llista dels mil millors films de tots els temps. Viatge a Tòquio figura igualment a la llista The Century of Films del critic Derek Malcolm, que comprèn els films més importants artísticament o culturalment. Time la inclou a la seva llista dels 100 millors films de tots els temps (All-Time 100 Movies). El critic Roger Ebert també inclou Viatge a Tòquio a la seva llista de grans films, i Paul Schrader l'ha classificat a la seva secció « medalla d'or » del seu Canon del cinema (Film Canon).

## Repartiment
- Chishu Ryu: Shukishi Hirayama
- Chieko Higashiyama: Tomi Hirayama
- Setsuko Hara: Noriko Hirayama
- Haruko Sugimura: Shige Kaneko
- So Yamamura: Koichi Hirayama
- Kuniko Miyake: Fumiko Hirayama
- Kyōko Kagawa: Kyōko Hirayama
- Eijirō Tōno: Sanpei Numata